# Brachymeles samad
Espèce
Brachymeles samad est une espèce de sauriens de la famille des Scincidae.

## Répartition
Cette espèce est endémique des Philippines. Elle se rencontre sur les îles de Samar et de Leyte.

## Étymologie
Son nom d'espèce lui a été donné en référence au lieu de sa découverte, samad l'ancien nom de Samar.

## Publication originale
- Siler, Jones, Diesmos, Diesmos & Brown, 2012 : Phylogeny-Based Species Delimitation In Philippine Slender Skinks (Reptilia: Squamata: Scincidae) III: Taxonomic Revision of the Brachymeles Gracilis Complex, With Descriptions of Three New Species. Herpetological Monographs, vol. 26, no 1, p. 135-172 (texte intégral).